# Auçòs
Aussòs (en francès Aussos) és un municipi francès situat al departament del Gers i a la regió d'Occitània.

## Geografia

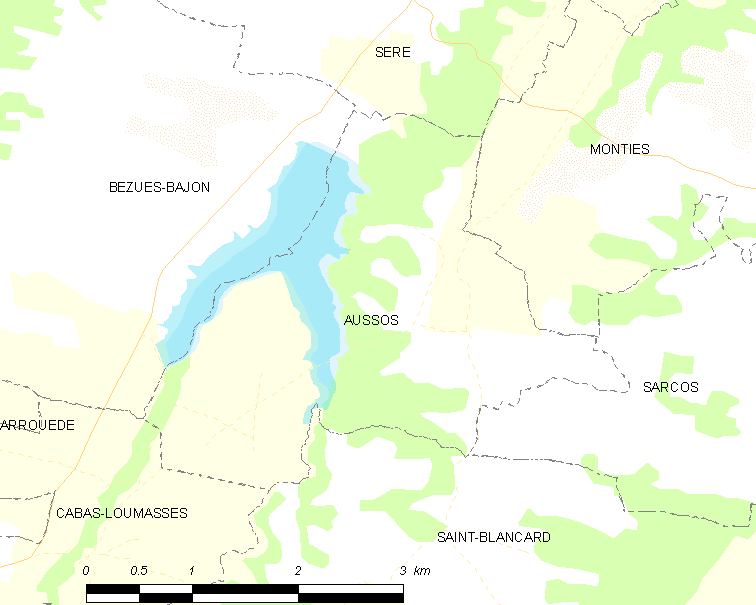
Mapa de la comuna de Aussòs

## Administració i política

### Alcaldes
| Període   | Identitat          | Partit |
| --------- | ------------------ | ------ |
| 2001-2008 | Michel Marquisseau | UDF    |
| 2008-     | Pierre Marchiol    |        |

## Demografia
| 1962                                       | 1968 | 1975 | 1982 | 1990 | 1999 | 2006 |
| ------------------------------------------ | ---- | ---- | ---- | ---- | ---- | ---- |
| 113                                        | 114  | 89   | 70   | 73   | 77   | 59   |
| Des de 1962: població sense dobles comptes |      |      |      |      |      |      |